# Sekundærkommune
En sekundærkommune er en kommune, hvis geografiske ansvarsområde er større end primærkommunernes.
Sekundærkommuner i Danmark havde typisk ansvar for opgaver, der krævede et større befolkningsgrundlag end primærkommunernes opgaver, eksempelvis sundhedsvæsen, regionalplanlægning, miljøtilsyn og ungdomsuddannelser. I Danmark blev det sekundærkommunale niveau – amtskommunerne – afskaffet med kommunalreformens ikrafttræden 1. januar 2007. 
I Norge hedder sekundærkommunerne fylker, mens man i Sverige skelner mellem området, som kaldes et län og forsamlingen, som er et landsting.